# フランソア喫茶室

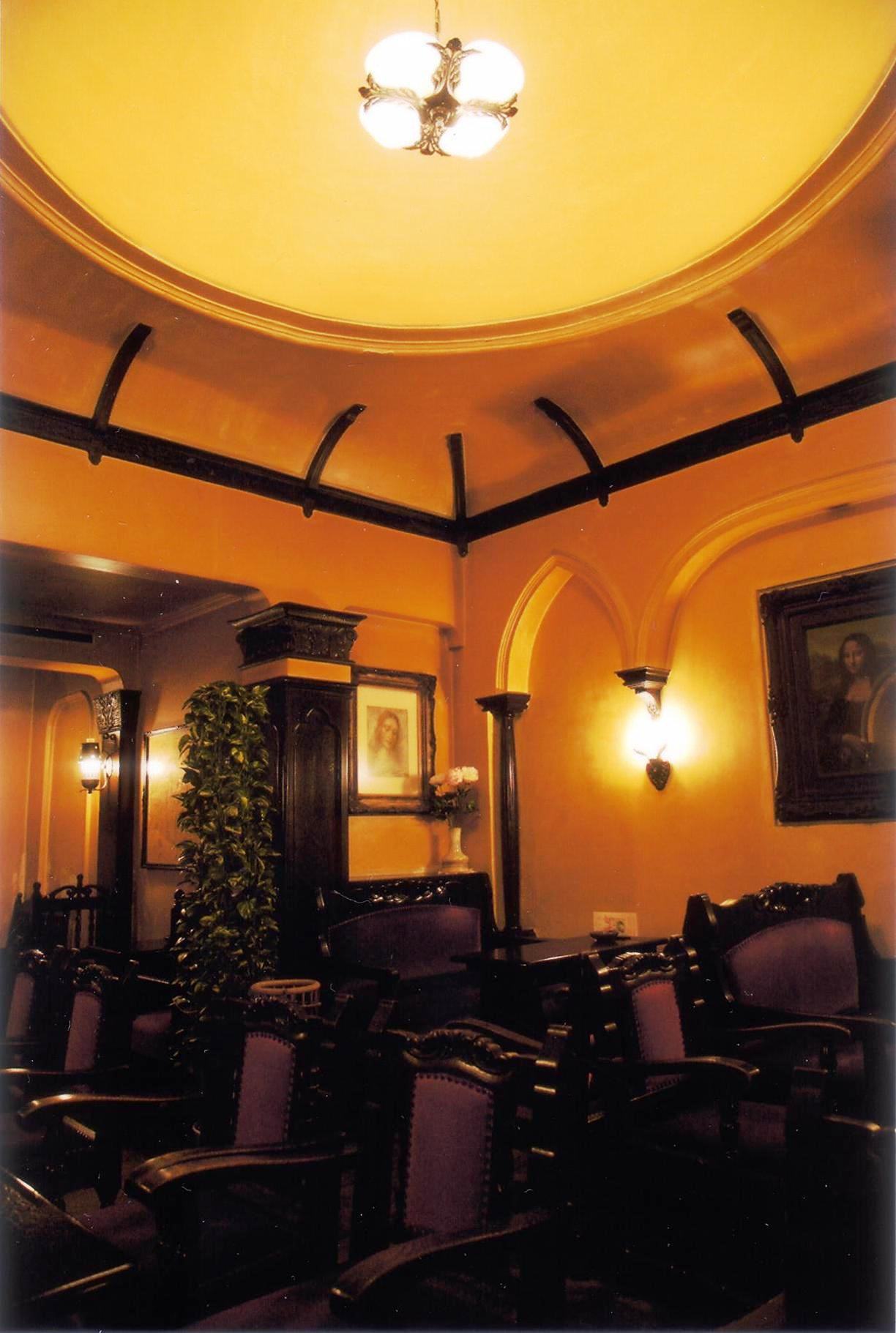
客室内のドーム

フランソア喫茶室（ふらんそあきっさしつ）は、京都府京都市下京区にある喫茶店で、国の登録有形文化財（建造物）である。

## 歴史
1934年（昭和9年）に立野正一が創業した。1940年（昭和15年）に、後から購入した北隣の木造二階建ての民家を現在に残る店の姿に改築した。改築前は、明治から大正時代に建てられた京都の伝統的な町屋だった。
1941年（昭和16年）、京大留学生アレッサンドロ・ベンチヴェンニや画家・高木四郎の協力を得て、イタリアン・バロック風に改装する。施工は当時の日本の大工（日銀の内装を手がけた大工）や、家具の装飾を手がける指物師による。木造2階建、瓦葺、建築面積40m2。
室内は、豪華客船のキャビンをイメージした装飾が施され、壁や窓は色鮮やかなステンドグラスで飾られている。ステンドグラスのデザインは高木四郎による。最大の特徴は白いドームの天井。柱は中央に膨らみのあるルネサンス調のエンタシス。その上部や店内の調度品に至るまで、華やかな彫刻が施されている。ヨーロッパの古いランプや赤いビロードの椅子などがあり、これらは開店当初から変わらない。
店名はフランスの画家、ジャン＝フランソワ・ミレーにちなんでいる。創業者の立野正一は、戦時色が強まる中、反戦や前衛的な芸術を自由に語り合う場所としてフランソア喫茶室を作った。立野は、画家を志し京都市立美術工芸学校に入学し、志賀直哉や武者小路実篤といった自然主義文学の影響を受けた。その作家たちもまたバルビゾン派の画家たちの思想を受け継いでいた。バルビゾン派の代表格がフランソワ・ミレーで店名の由来となっている。
1936年（昭和11年）7月からは、反ファシズム新聞「土曜日」の発行を支援している。同紙の反戦・反軍国主義な論調は京都府警特高課の監視対象となり、翌1937年（昭和12年）11月の弾圧によって廃刊となった。立野ら関係者は治安維持法違反により検挙・収監されたが、ウェイトレスの一人で、後に立野の妻となる佐藤留志子が店の経営を支えた。太平洋戦争も末期になるとコーヒーを出せなくなり、店名も「純喫茶・都茶房」と変え、番茶や干しバナナを提供しながら、幸運にも戦火をくぐりぬけた。
戦後、新藤兼人と乙羽信子がデートの場としていたエピソードなどが残されており、乙羽信子が自身の生涯を語る「どろんこ半生記」を原作に制作された「女優時代」や「三文役者」の実際の舞台としてロケ地にもなっている。また、「家族物語」瀬戸内晴美/著や「鱗姫」嶽本野ばら/著、「袂のなかで」今江祥智/著、「終わりからの旅」辻井喬/著にも登場する。吉村公三郎や宇野重吉、鶴見俊輔らも通うなど、数多くの文化人や学生、青年たちが集った。現在も当時の面影のまま営業を続けている。
2003年（平成15年）1月31日付けで国の登録有形文化財（建造物）に登録された。喫茶店が登録有形文化財に登録されたのは同店が日本で初めてである。昭和の初期という時代に、和と洋を組み合わせた革新性、その後も改装されることなく建物が内部の調度品や装飾を含めて当時のままの姿で残っている点が高く評価されている。なお、今回の登録有形文化財への登録は、正面から見て右側の北側部分だけであり、南側は増築部分であるため指定されていない。

## 所在地
京都府京都市下京区西木屋町通四条下る船頭町184
アクセス
- 京阪祇園四条駅より徒歩5分
- 阪急京都河原町駅より木屋町南出入口徒歩1分

## 関連書籍
- 佐藤裕一『フランソア喫茶室〜京都に残る豪華客船公室の面影〜』（北斗書房、2010年8月1日）